# Онежское Поморье
Онежское Помо́рье — национальный парк на территории Архангельской области в северной части Онежского полуострова.

## Общие сведения
Был создан 26 февраля 2013 года, в год экологии, став 45-м национальным парком в России.
Общая площадь особо охраняемой природной территории — 201 668 га, площадь морской особо охраняемой акватории Унской губы Онежского залива Белого моря — 21 000 га.
Основные объекты охраны:
- приморские низменности северной части Онежского полуострова
- таёжные (с участками коренных лесов), прибрежно-морские и лесо-болотные природные комплексы
- прибрежные участки акватории Белого моря и его заливов
- историко-культурные памятники.

На территории национального парка находится один из последних в Европе крупных массивов коренных таёжных лесов. Береговые морские экосистемы Онежского полуострова являются средой обитания гренландского тюленя, нерпы и белухи.
Создание национального парка направлено на сохранение природы Онежского полуострова, в том числе редких и находящихся под угрозой исчезновения объектов животного и растительного мира, занесенных в Красную книгу Российской Федерации, уникальных массивов старовозрастных таежных лесов, а также культуры и жизненного уклада населения Беломорья.
Онежский полуостров является местом скоплений водоплавающих и околоводных перелётных птиц в период весенних и осенних миграций. Унская губа соответствует критериям выявления водно-болотных угодий международного значения и включена в список ключевых орнитологических территорий РФ.
В национальном парке развивается познавательный экологический туризм, в частности наблюдение за животными в дикой природе.

## География

### Геология и рельеф
Особенности рельефа определяются положением Онежского полуострова в северной части Русской платформы, на стыке Русской плиты и Балтийского кристаллического щита.
В целом равнинный рельеф территории, благодаря приморскому положению, отличается большой амплитудой высот — от 1—2 метров на побережье до 200 метров на Онежской моренной гряде в 10 км от берега.
Наиболее возвышенные водоразделы представлены моренными холмистыми равнинами. Вдоль Онежского берега и западной окраины Приунской низменности моренные равнины образуют выраженный уступ вдоль тектонических разломов.
Рельеф озёрно-ледниковых равнин, занимающих около 1/3 площади полуострова, имеет более пологий характер (волнисто-холмистый, волнистый), характерны наиболее крупные озерные котловины, болотные понижения, ложбины стока, камовые холмы и озовые гряды.
Водноледниковые равнины имеют выравненный и пологоволнистый рельеф. Морские четвертичные террасы имеют волнисто-бугристый рельеф (результат четвертичных эоловых процессов) и выраженный уступ 10—30 метров над поверхностью современной морской террасы на северо-западном побережье Летнего берега. Современные морские террасы представлены тремя типами: узкие выравненные каменистые, расширенные волнистые с береговыми валами и прибрежные участки с дюнами.
Геологические памятники природы: протерозойские породы вендского яруса представлены обнажением у деревни Лямца. В обнажении высотой до 25 метров и протяженностью до полукилометра вскрываются зелёноцветные отложения с отпечатками безскелетной фауны метазоа (цикломедузы, бентонелоиды и др.).
В пределах национального парка «Онежское Поморье» есть месторождение минеральных вод. Находится оно вблизи деревни Пушлахта. Гидрогеологические условия водоносных горизонтов, состав, бальнеологические свойства и суммарный дебит источника требуют изучения.

### Гидрография
Глубоко вдающийся в Белое море Онежский полуостров имеет автономную гидрографическую сеть, примыкающую у его основания к бассейнам рек Онеги и Северной Двины. Автономная гидрографическая сеть Онежского полуострова, включает около 2000 озёр и 95 рек и ручьев. Основные реки — Золотица (в национальный парк включен бассейн её нижнего течения) с притоками Выговка и Холка, Бабья. В национальный парк включена Унская губа Двинского залива Белого моря площадью 21 000 га.
Онежский полуостров отличается высоким коэффициентом озерности (порядка 5 %). Средняя густота речной сети в ландшафтах Онежского полуострова составляет 0,16 км/кв.км.
Поскольку болота это природные фильтры, реки и озёра, несмотря на темный цвет, вода их отличается естественной чистотой при полном отсутствии техногенных загрязняющих веществ. Поэтому реки и озера Онежского полуострова являются идеальными нерестилищами для многочисленных пресноводных и проходных лососевых рыб.

### Ландшафты
Территория парка отличается ландшафтным разнообразием: редкое сочетание материковых таежных, болотных, озерно-долинных и морских прибрежных природных комплексов.
На территории Национального парка «Онежское Поморье» представлено 5 из 6 ландшафтных районов северной части Онежского полуострова — это достаточно высокая ландшафтная репрезентативность.
Наиболее высокий гипсометрический уровень (100—140 м) занимают ландшафты возвышенных ледниковых равнин (Лопшеньгский и Лямицкий районы), на долю которых в общей сложности приходится более 45 % площади парка. В ландшафтной структуре также хорошо представлены ландшафты пониженных ледниково-морских равнин (Унско-Ухтинский и Летне-Золотицкий районы) со средней абсолютной высотой 20—40 м и на северо-западном побережье полуострова с преобладающими абсолютными высотами 20—50 м — более 35 %.
Ландшафты озерно-ледниковых и водно-ледниковых равнин (Быковский район) приурочены к выровненной и относительно пониженной равнине в бассейне притоков крупнейшей реки полуострова Летней Золотицы (Быковка, Выговка, Малая Холка и т. д.).
Кроме того, в границах НП ОП в полном объеме представлены аквальные и субаквальные комплексы (ландшафты) Унской губы Белого моря.
Основную долю земель всех ландшафтов составляют покрытые лесом площади.

### Климат
Местность относится к северной части умеренного пояса с холодным (слабо и умеренно континентальным) климатом. Такой климат характеризуется коротким и прохладным летом и продолжительной холодной зимой с устойчивым снежным покровом. Зимой минимальная среднемесячная температура сдвигается на февраль (по территории от −9 до −11°), максимальная отмечается во второй половине июля, (от 11 до 14°). Средняя годовая относительная влажность составляет 82-84 %. Преобладающим направлением ветра на Онежском полуострове в зимний сезон является южное и юго-западное, в летний — северо-восточное и восточное. Зимой Белое море покрывается льдом, а летом вода прогревается в среднем до 12-15°.

## История
Национальный парк «Онежское Поморье» учреждался в соответствии со статьей 14 Федерального закона от 14 марта 1995 г. № 33-ФЗ «Об особо охраняемых природных территориях» для сохранения и восстановления природных комплексов, их компонентов и поддержания экологического баланса.
Работы по организации национального парка на Онежском полуострове начались в 1997 году. К 2002 году границы национального парка были согласованы в установленном порядке со всеми правообладателями земель. В 2004 году администрацией Архангельской области утвержден акт выбора земельного участка, который согласован со всеми заинтересованными органами государственной власти. Создание национального парка поддержано в ходе проведенных общественных слушаний и согласовано с заинтересованными сторонами. Соответствующие материалы комплексного эколого-экономического обследования территории, обосновывающие придание ей статуса национального парка, прошли государственную экологическую экспертизу, положительное заключение которой утверждено приказом Ростехнадзора от 7 декабря 2009 г. № 1013.
В 2008 году земельный участок, на котором располагается проектируемый национальный парк (в согласованных в 2007 году границах) поставлен на государственный кадастровый учет. Общая площадь национального парка по результатам землеустроительных и кадастровых работ — 201668 га, в том числе, земли лесного фонда площадью 180668 га в Онежском и Приморском районах Архангельской области и земли водного фонда площадью 21000 га в акватории Унской губы Белого моря (в границах Унского государственного природного биологического заказника регионального значения).

## Растительный покров

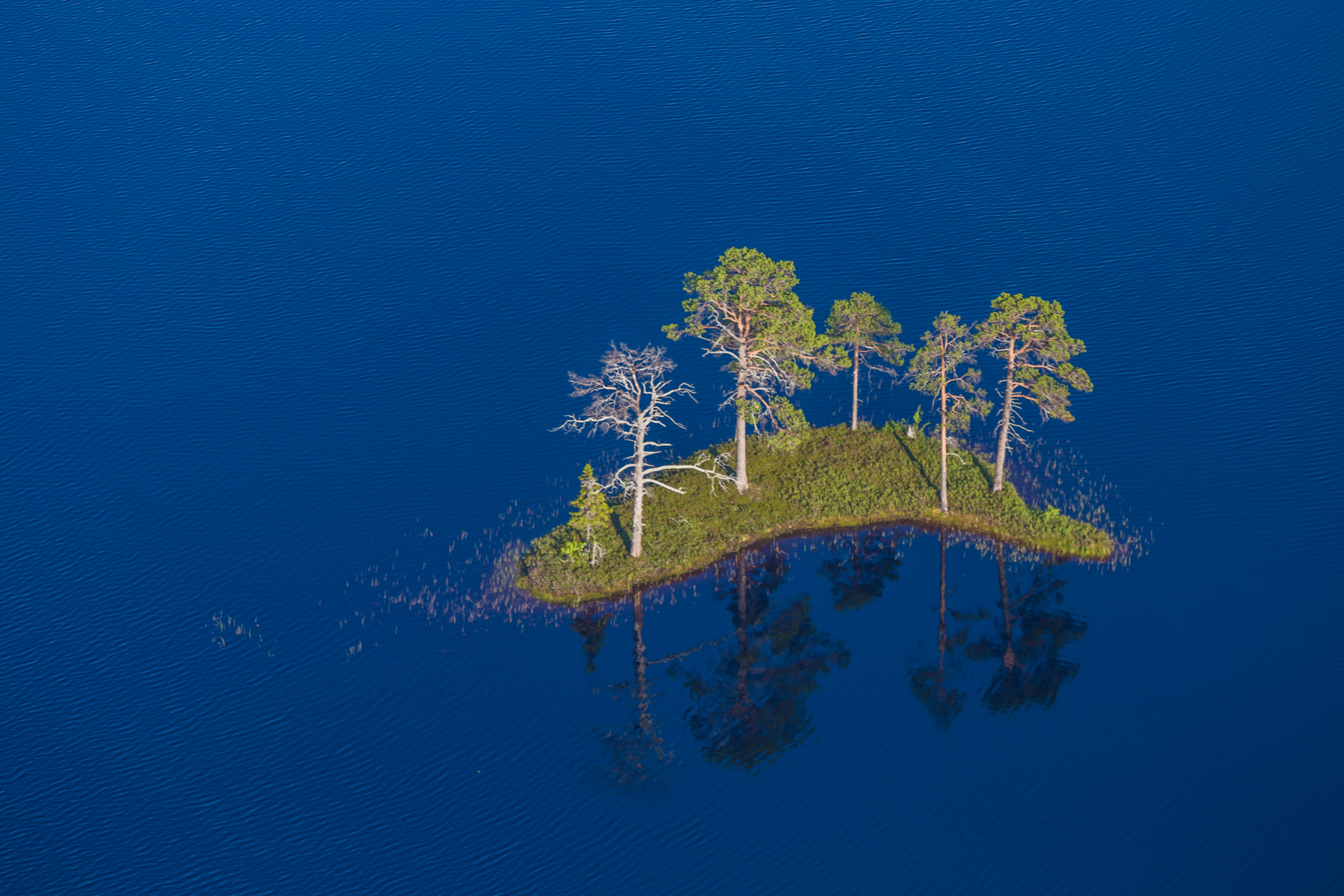
Островок в Белом море

Особенности растительности национального парка обусловлены его положением на Онежском полуострове в северной части европейской России, морским окружением и геолого-геоморфологическим строением территории. Все это определяет на полуострове сочетание зональных, интразональных и даже азональных растительных сообществ.
На Онежском полуострове находится единственный в Европе крупный массив коренных таежных лесов, выходящих на морское побережье. На полуострове выявлено свыше 500 видов сосудистых растений, 159 видов водорослей, высокая степень видового богатства мхов, большое разнообразие грибов, в том числе лишайников. Реликтовые виды растений: мятлик альпийский, лисохвост тростниковидный, тофильдия крошечная, ястребинка латуковидная и др. Среди редких растений отмечены: пальцекорник Траунштейнера, венерин башмачок настоящий, родиола розовая и др.
В пределах национального парка произрастает несколько типов растительных формаций: северотаежные еловые леса, северотаежные сосновые леса, среднетаежные леса, растительность суходольных лугов, прибрежно-водная растительность. В районе деревни Лямцы произрастают редкие для национального парка участки лиственничных лесов.
Прибрежная водная растительность очень разнообразна и представлена, в основном, моновидовыми растительными сообществами низших и высших растений.
Растения, встречающиеся в значительном количестве: исландский мох (цетрария исландская), брусника, вороника, черника, морошка, багульник, кровохлебка пижма, иван-чай, тысячелистник, подорожник большой и средний, хвощ полевой, шиповник иглистый и коричный, щавель конский, местами крапива, лук-скорода, горец змеиный, чемерица Лобеля, черная смородина, можжевельник — единственный на Русском Севере представитель семейства кипарисовых, таволга, вереск, родиола розовая, чабрец.

### Почвы
Почвенный покров Онежского полуострова, в пределах которого располагается национальный парк представлен четырьмя основными генетическими типами почв:
1.Подзолистые, представленные двумя подтипами — глееподзолистые и собственно подзолистые.
2.Болотно-подзолистые с двумя подтипами — поверхностного увлажнения и грунтового увлажнения.
3.Болотные, представленные подтипами болотных верховых и торфяных низинных почв.
4.Аллювиальные дерновые почвы.

## Фауна
Видовое фаунистическое разнообразие национального парка «Онежское Поморье» достаточно высокое: 36 видов наземных млекопитающих, 10 видов морских млекопитающих, 180 видов птиц, 3 вида земноводных, 3 вида пресмыкающихся, 57 видов рыб и рыбообразных. Животный мир Онежского полуострова в целом характерен для северной тайги Европейской России. Здесь особенно распространены бурый медведь, лесная куница, белка, а также акклиматизированные и восстановленные виды: норка, ондатра, бобр. Обычны для этой местности горностай, выдра, лисица, заяц-беляк, волк, лось. Встречаются енотовидная собака, рысь, росомаха, лесной хорек, барсук. В фауне мелких грызунов и насекомоядных насчитывается 16 видов.
Морское окружение с наличием своеобразных прибрежных ландшафтов и широкой приливно-отливной зоной, «изолированность» северной части полуострова, а также мощный Беломоро-Балтийский пролётный путь, пролегающий через полуостров, обуславливают значительное разнообразие и своеобразие орнитофауны. Более или менее регулярно здесь может быть встречено 155—190 видов птиц. Птицы, систематически встречающиеся в регионе, относятся к 14 отрядам. Орнитофауна региона носит гетерогенный характер и принадлежит трем орнитологическим комплексам: сибирско-таёжный, европейский, арктический.
В прибрежных водах Онежского полуострова водятся кольчатая нерпа, морской заяц, гренландский тюлень, белуха. Имеются сведения редких появлений в этом районе усатых китов, дельфинов и моржей. Однако численность морских зверей здесь непостоянна — она изменяется как в разные времена года, так и в течение суток, месяца.
Ихтиофауна представлена на Онежском полуострове примерно 25 пресноводными и проходными видами рыб. Среди них наибольший интерес представляют ценные виды семейства лососевых — сёмга, кумжа, ручьевая и озёрная форель, сиг. Кроме того, в небольшом количестве заходит на нерест акклиматизированная здесь горбуша.
В реках и ручьях на территории парка обнаружен редкий пресноводный моллюск — европейская жемчужница, бывший когда-то гордостью Русского Севера.

## Достопримечательности
Экосистемы
- старовозрастные северотаёжные леса
- большие массивы болот
- озёрно-речные комплексы
- приморские экосистемы: литораль и дюнные комплексы
- Унская губа — ключевая орнитологическая территория международного значения

Биота (флора и фауна)
- Беломоро-балтийский миграционный путь птиц
- комплекс таёжных крупных млекопитающих, в том числе редких (росомаха, рысь, волк, бурый медведь, лось)
- комплекс морских млекопитающих (кольчатая нерпа, морской заяц, гренландский тюлень, белуха)
- редкие гнездящиеся виды птиц, включённые в Красную книгу РФ (скопа, орлан-белохвост)
- тока тетеревиных птиц (глухарь, тетерев, белая куропатка)
- редкие виды растений, в том числе радиола розовая, башмачок крупноцветковый и другие орхидные
- большие территории, занятые ягодниками (клюквенные и морошковые болота, брусничники, черничники, вороничники)
- ценные ихтиокомплексы ценных видов рыб: семги, горбуши, кумжи, ручьевой и озерной форели, радужной форели, сига, нельмы
- местообитание жемчужницы европейской

Геологические памятники
- отложения эпохи венда
- моренные крупновалунные отложения на морском побережье (мегалитические комплексы — «дорога гипербореев», «мегалитическая обсерватория»)

Культурное наследие
- культурные ландшафты 10 деревень (как культурный феномен сотворчества природы и человека)
- маяки: Орловский, Чесменский, Жижгин
- археологические находки
- остатки спецпоселений (на Кеге, на Конюховке)
- остатки традиционной архитектуры поморского быта (рыбацкие тони и станы, кирпичный завод, пилорама Нобеля в деревне Пушлахта, солеварни, избы, часовни)

## Туризм
Национальный парк «Онежское Поморье» располагает возможностями для развития познавательной (природно-познавательной и культурно-историческо-познавательной), спортивной и оздоровительной рекреации.
Территория между деревнями Летняя Золотица, Пушлахта, Лямца и озера Выгозеро парка обладает исключительным ландшафтным разнообразием, сочетая материковые таежные, болотные, озерно-долинные и прибрежные природные комплексы, в целом, обладают высокой эстетической значимостью, что также является фактором привлечения туристов. Уникальной особенностью парка является наличие крупного массива коренных таежных лесов, выходящих на морское побережье.
Прибрежные территории парка — идеальное место для наблюдения за морскими млекопитающими, такими, как кольчатая нерпа, лахтак, гренландский тюлень. К берегам Онежского полуострова приходят кормиться белухи — некрупные зубатые киты. Белое море — одно из трёх мест в мире, где в марте проходят щенки гренландских тюленей. Прибрежные комплексы от Орловского маяка до мыса Ухтнаволок, включающие побережье Белого моря, сосновые леса и дюны, имеют оздоровительные маршруты и маршруты по наблюдению за морскими млекопитающими, водоплавающими и околоводными птицами.
Для познавательного туризма, основанного на изучении природного наследия, наиболее значимые объекты — районы Конюховой губы, Сатанской гавани, мыса Ухтнаволок, где находятся богатые по видовому составу популяции птиц и зверей.
На прилегающих к парку территории в районах мыса Ухтнаволок и Летней Золотицы описаны 19 экологических маршрутов общей протяженностью более 180 км, время прохождения маршрута — от 2 до 6 часов. Сезоны — весна, лето, осень, зима, группы туристов от 2 до 10 человек.
Унская губа Белого моря, река Золотица и крупные озера — подходят для спортивного и любительского рыболовства. Благодаря своей чистоте реки и озера являются идеальными нерестилищами для многочисленных пресноводных, проходных и полупроходных рыб.
Озёрно-речной комплекс бассейна рек Золотица, Выговка и Холка используются для водного туризма.
Территория Унской губы и кольцевые маршруты вдоль морского побережья перспективны для экспедиционного туризма. Для тех, кто путешествует с биноклем, фотоаппаратом и определителем[чего?] в кармане.

## Проблемы
В состав национального парка полностью вошёл до сих пор не упразднённый региональный Унский заказник, на территории которого было разрешено прибрежное и промышленное рыболовство. После вхождения территории заказника в состав нацпарка колхозы имени Калинина и «Заря» лишились возможности промышленно добывать навагу в Унской губе Белого моря.